# Beatrice Portinari
Beatrice Portinari (w Polsce obowiązuje również spolszczone określenie Beatrycze), zwana Bice (ur. w 1266, zm. 8 czerwca 1290 we Florencji) – Włoszka z Florencji, którą według wielu badaczy Dante Alighieri umieścił w swoim poemacie Boska komedia, powierzając jej rolę przewodniczki po niebiańskiej krainie oraz opisał jako swoją ukochaną w Życiu nowym. W utworach Dantego Beatrice odgrywa rolę ideału kobiety oraz symbolu teologii i mądrości.

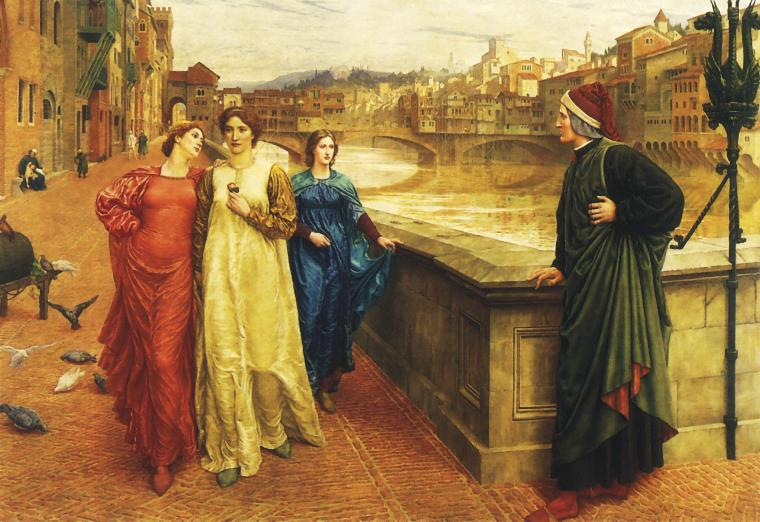
Henry Holiday, Dante i Beatrice, 1883

Beatrice prowadzi Dantego do wyidealizowanego odpowiednika kultury Odrodzenia – raju – odkrywa przed nim najskrytsze tajemnice bytu i jej wizerunek odbity w duszy poety pozostaje emocjonalnym impulsem dla konstruowania zarysowanego w Boskiej Komedii obrazu świata. Odrodzenie wprowadziło do historii imiona Laury i Beatrice dlatego, że miłość stała się jednym z głównych środków prowadzających do uwolnienia jednostki od statycznej harmonii średniowiecza.
Beatrice Portinari była jedną z jedenaściorga dzieci (pięciu synów i sześciu córek) bogatego florenckiego bankiera Folco Portinariego (zm. 1289) oraz, od 1286, żoną Simone Bardiego, również wywodzącego się z rodziny bankierów.
Według Żywota Dantego Boccaccia Dante spotkał Beatrice po raz pierwszy, kiedy oboje byli jeszcze dziećmi – w maju 1274 roku na przyjęciu w domu Portinarich. W relacji zawartej w Życiu nowym Dantego, Beatrice podczas pierwszego spotkania z przyszłym poetą ubrana była w ozdobną, karmazynową suknię przewiązaną pasem. Później spotkał ją zaledwie kilka razy.

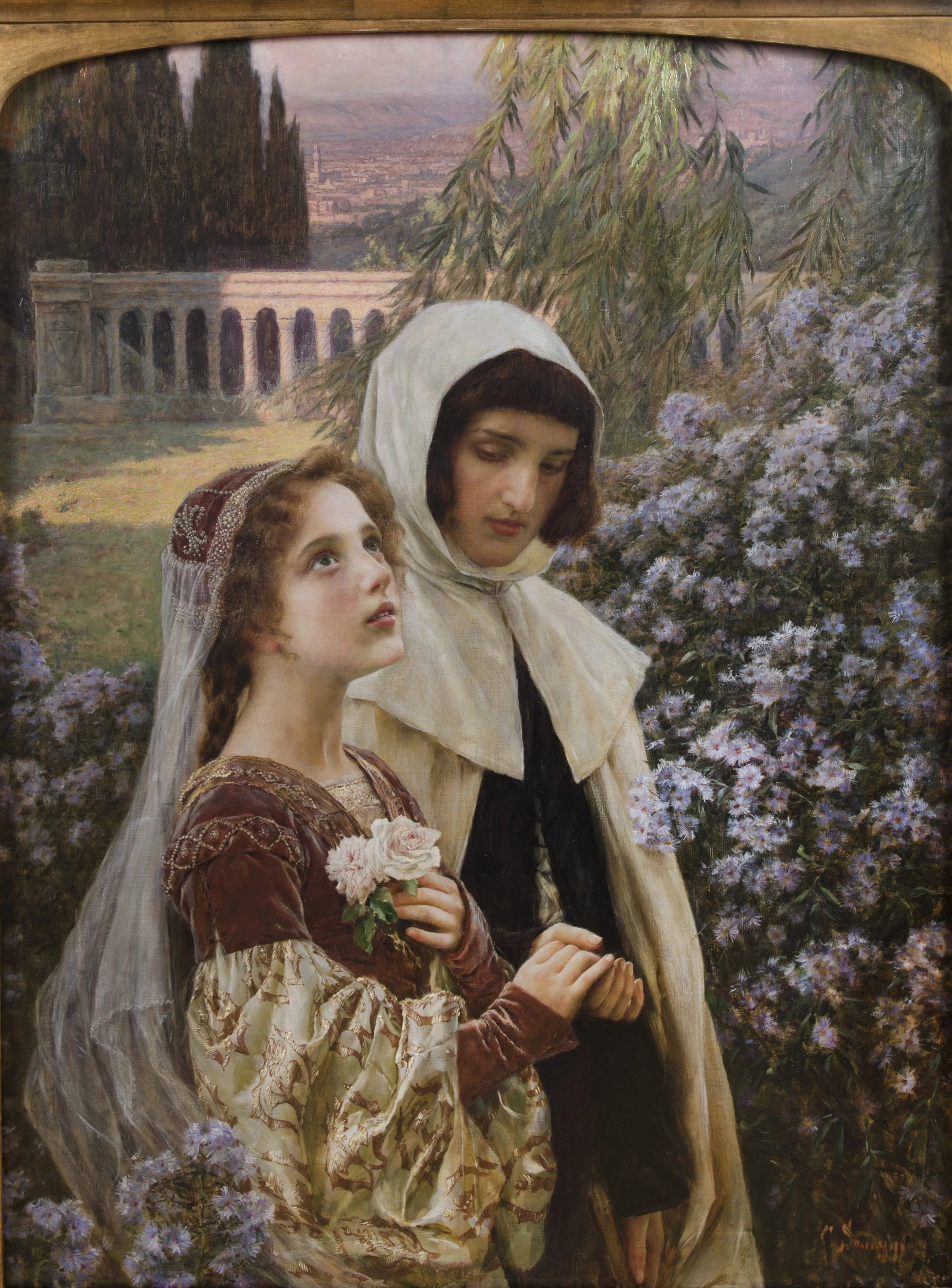
Dante i Beatrice w ogrodzie, 1903, arcydzieło malarza Cesare Saccaggi z Tortony.

Nie wiadomo jednak, czy nieliczne spotkania Dantego z ukochaną rzeczywiście miały taki przebieg, jaki opisał Boccaccio – pisarz ten mógł znać je jedynie z relacji krewnych Dantego, możliwe też, że były one opisywane na podstawie tego, jak sam Dante przedstawił je w Życiu nowym. Nie ma też całkowitej pewności, że Beatrice Portinari była rzeczywiście pierwowzorem postaci Beatrice z utworów Dantego – sam poeta nigdy nie wymienił jej nazwiska, a personalia znane są z opinii syna poety, Pietro.